# Eustigmatales
Eustigmatales је мала група хетероконтних протиста, који насељавају земљиште, слатке и слане воде. Обухвата 8 родова са 13 врста алги. Група је слична и сродна жутозеленим алгама, од којих се разликује присуством очне мрље ван хлоропласта.